# Дініаш
Дініаш (рум. Diniaș) — село у повіті Тіміш в Румунії. Входить до складу комуни Печу-Ноу.
Село розташоване на відстані 422 км на захід від Бухареста, 20 км на південний захід від Тімішоари.

## Населення
За даними перепису населення 2002 року у селі проживали 1007 осіб.
Національний склад населення села:
| Національність | Кількість осіб | Відсоток |
| -------------- | -------------- | -------- |
| румуни         | 674            | 66,9%    |
| серби          | 297            | 29,5%    |
| українці       | 24             | 2,4%     |
| угорці         | 9              | 0,9%     |

Рідною мовою назвали:
| Мова       | Кількість осіб | Відсоток |
| ---------- | -------------- | -------- |
| румунська  | 678            | 67,3%    |
| сербська   | 296            | 29,4%    |
| українська | 22             | 2,2%     |
| угорська   | 9              | 0,9%     |